# Faro di Palmaiola
Il faro di Palmaiola è un faro marittimo che si trova alla sommità dell'omonima isola dell'Arcipelago Toscano, nel canale di Piombino, nel territorio comunale di Rio.

## Architettura
Le strutture murarie dell'intero complesso sono in pietra, mentre alla sommità della torre si trova il tiburio con la lanterna metallica.
Ad alimentazione fotovoltaica, grazie ad un impianto da 20 kW, e ad ottica fissa, la luce è prodotta a 105 metri s.l.m. da una lampada alogena da 250 W con un lampo bianco ogni 5 secondi, mentre una luce di riserva da 100 W è in dotazione dell'infrastruttura semaforica in caso di guasto della lampada principale.

## Storia
Il faro, inaugurato nel 1844 per l'illuminazione dell'isola, venne edificato nel punto in cui sorgeva una preesistente torre costiera di avvistamento eretta nel XVI secolo a difesa del territorio Principato di Piombino. Ristrutturato a inizio Novecento, il complesso è costituito da una torre a sezione quadrata, che si eleva al di sopra di un edificio a pianta rettangolare disposto su due livelli con le abitazioni dei guardiani. Nel 1989 il faro è stato definitivamente automatizzato.